# クリント・エセルス
クリント・エセルス（Clint Essers、1997年1月21日 - ）は、オランダ・マーストリヒト出身のサッカー選手。エールステディヴィジ・MVVマーストリヒト所属。ポジションはDF。

## クラブ経歴
2017年4月7日、エールステ・ディヴィジのヘルモント・スポルト戦でトップページを果たした。
2021年8月31日、MVVマーストリヒトに移籍した。